# (109) Felicitas
(109) Felicitas es un asteroide que forma parte del cinturón de asteroides y fue descubierto el 9 de octubre de 1869 por Christian Heinrich Friedrich Peters desde el observatorio Litchfield de Clinton, Estados Unidos.
Está nombrado por la diosa romana Felicitas que personifica a la felicidad.

## Características orbitales
Felicitas orbita a una distancia media del Sol de 2,697 ua, pudiendo alejarse hasta 3,499 ua. Tiene una inclinación orbital de 7,881° y una excentricidad de 0,297. Emplea 1618 días en completar una órbita alrededor del Sol.